# Flohkiste
Die Flohkiste war die älteste Jugendzeitschrift der Welt. Sie wurde 1876 unter dem Titel Jugendlust gegründet, erschien alle zwei Wochen im Domino Verlag und wurde wegen zurückgehender Abonnentenzahlen zum 31. Dezember 2018 eingestellt.
Die Flohkiste konnte nur im Abonnement bezogen werden, verzichtete vollständig auf Werbung und war für Grundschulkinder der ersten und zweiten Klasse geschrieben. In jeder Ausgabe wurde ein Sachthema fächerübergreifend aufbereitet. Die pädagogische Schriftleitung bestand aus Lehrern und Schulleitern aus insgesamt zwölf Bundesländern. Die Flohkiste wurde von der Stiftung Lesen empfohlen und war vom Bayerischen Staatsministerium für Unterricht und Kultus zur Sammelbestellung an Schulen genehmigt.
Eine ähnliche Zeitschrift gab es für Kinder ab der dritten Klasse mit dem floh!, der zusätzlich in einer eigenen Ausgabe für Schüler ab der fünften Klasse erschien und ebenfalls 2018 eingestellt wurde.